# Acido fosforico
L'acido fosforico, o acido ortofosforico, è un ossiacido del fosforo pentavalente e allo stato di ossidazione +5, avente formula molecolare H3PO4, e formula semistrutturale O=P(OH)3. È un acido di media forza triprotico, che può quindi generare tre serie di sali. Si ottiene in forma pura principalmente dall'idratazione controllata dell'anidride fosforica con acqua in quantità stechiometrica, secondo la reazione:
{\displaystyle {\ce {P4O10 \ + \ 6H2O -> 4H3PO4}}}
La sua composizione elementare fu determinata per la prima volta da Jöns Jacob Berzelius.

## Caratteristiche generali
Col nome di "acido fosforico" si intende generalmente l'acido ortofosforico; il prefisso orto- è usato per distinguerlo dagli altri acidi fosforici e polifosforici. I suoi sali sono i fosfati metallici, detti anche ortofosfati, come il fosfato di potassio K3PO4; alcuni di tali fosfati sono largamente utilizzati nell’ambito agricolo come fertilizzanti.
L'acido ortofosforico è un acido inorganico triprotico di media forza, corrosivo ma non tossico. Se puro, a temperatura e pressione ambiente è un solido cristallino (cristalli monoclini) che fonde a 42,36 °C in un liquido incolore estremamente viscoso. In esso coesistono diversi equilibri, i due principali sono una disidratazione parziale ad acido pirofosforico (difosforico) e una autoprotolisi rapida ed estesa:
{\displaystyle {\ce {2H3PO4<=>H2O\ +\ H4P2O7}}}
{\displaystyle {\ce {2H3PO4<=>H2PO4^{-}\ +\ H4PO4^{+}}}}    [cioè: {\displaystyle {\ce {P(OH)4^+}}}]

## Proprietà chimico-fisiche
L'acido fosforico è una sostanza molto stabile termodinamicamente: la sua entalpia di formazione standard è ΔHƒ° = -1.284,38 kJ/mol. Anche per questo e a differenza di altri ossiacidi (HClO4 e gli altri ossiacidi del cloro, HNO3, H2SeO4 e in parte anche H2SO4), non mostra proprietà ossidanti.
La molecola dell'acido fosforico è poco polare, il suo momento dipolare è μ = 0,45 D), ma è fortemente protica, essendo donatrice di 3 legami idrogeno e potenzialmente accettrice di 4. Anche per questo, l'acido fosforico è fortemente igroscopico e estremamente solubile in acqua; inoltre, allo stato liquido (T>42,35 °C), è solubile in essa in ogni rapporto. Lo stato di ossidazione del fosforo (P) è +5 (come negli altri acidi fosforici), lo stato di ossidazione dell'ossigeno è −2 e quello degli atomi di idrogeno è +1.
Triprotico significa che, avendo tre atomi di idrogeno, può dissociare fino a tre volte consecutive, liberando un H+ alla volta:
{\displaystyle {\ce {H3PO4(s)\ +\ H2O(l)->H3O^{+}(aq)\ +\ H2PO4^{-}(aq)\,\,\,}}} {\displaystyle \,\,\,K_{a1}=7,25\cdot 10^{-3}}
{\displaystyle {\ce {H2PO4^{-}(aq)\ +\ H2O(l)->H3O^{+}(aq)\ +\ HPO4^{2-}(aq)\,\,\,}}} {\displaystyle \,\,\,K_{a2}=6,31\cdot 10^{-8}}
{\displaystyle {\ce {HPO4^{2-}(aq)\ +\ H2O(l)->H3O^{+}(aq)\ +\ PO4^{3-}(aq)\,\,\,}}} {\displaystyle \,\,\,K_{a3}=3,98\cdot 10^{-13}},
dove, l'H2PO−4 è chiamato diidrogeno fosfato, l'HPO2−4 è l'idrogeno fosfato ed il PO3−4 è il fosfato o ortofosfato. Le costanti acide di dissociazione sono date a 25 °C e ne corrispondono i {\displaystyle \mathrm {p} K_{a}} sempre a 25 °C:
- {\displaystyle \mathrm {p} K_{a1}=2,14}
- {\displaystyle \mathrm {p} K_{a2}=7,21}
- {\displaystyle \mathrm {p} K_{a3}=12,67}

Dato che l'acido ortofosforico è triprotico e che i suoi fosfati coprono un ampio intervallo di pH, spesso essi sono usati come agenti tampone o per soluzioni tampone, anche per usi alimentari, data la loro non-tossicità. L'elevato valore del {\displaystyle \mathrm {p} K_{a3}=12,67} comporta il fatto che l'acido ortofosforico completamente dissociato è presente, anche in soluzioni acquose estremamente basiche, in percentuali praticamente trascurabili.

## Biochimica
L'acido ortofosforico e i fosfati sono molto diffusi in biologia, specialmente nei composti derivanti da zuccheri fosforilati, come il DNA, l'RNA o l'ATP.

### Effetti biologici
L'acido fosforico, usato in molte bevande, è stato collegato, tramite studi epidemiologici, con la diminuzione della densità ossea. Per esempio, uno studio usando delle lastre ai raggi-X, a dispetto dei soliti questionari sulle fratture, dà come risultato delle evidenze importanti a supporto della teoria. Questo studio fu pubblicato nell'American Journal of Clinical Nutrition. Un totale di 1672 donne e 1148 uomini parteciparono allo studio tra il 1996 ed il 2001. Furono collezionate informazioni sulle diete usando un questionario (in cui si indicava anche l'ammontare di cola consumata, differenziando tra classica, light e decaffeinata).
Lo studio evidenziava un significante riscontro statistico sulle donne che consumavano quotidianamente cola. Lo studio suggeriva anche ulteriori ricerche per confermare i risultati ottenuti.
Dall'altro lato, uno studio eseguito dalla Pepsi suggerì che un insufficiente apporto di fosforo poteva portare ad una diminuzione della densità ossea. Lo studio non esaminava gli effetti dell'acido fosforico, che nel tratto digestivo si lega con il magnesio ed il calcio creando sali non assorbibili dal corpo umano, ma dell'apporto di fosforo.
Tuttavia, uno studio clinico autorevole di Heaney e Rafferty, usando il metodo di bilancio del calcio, non trovò nessun impatto sull'escrezione del calcio causato dall'assunzione di bevande gasate contenenti acido fosforico. Lo studio comparava l'impatto di acqua, latte ed altre bevande (due con caffeina e due senza; due con acido fosforico e due con acido citrico) sul bilancio del calcio, su donne dai 20 ai 40 anni che consumavano quotidianamente circa 3 o più bicchieri (680 ml) di queste bevande.
Trovarono che solo il latte e le due bevande con caffeina avevano un impatto sul calcio trovato nelle urine, e che la perdita di calcio relativo alle bevande con caffeina era più o meno uguale a quello trovato precedentemente con la sola caffeina (quindi bevendo caffè). Concludendo, Heaney e Rafferty enunciarono che l'effetto di bevande gassate, incluse quelle con caffeina ed acido fosforico, hanno un impatto sul calcio trascurabile, e che gli effetti sullo scheletro di queste bevande era dovuta principalmente ad una mancanza di latte.
Il consumo di cola fu anche associato con problemi cronici ai reni e calcoli renali.

## Altri acidi fosforici
Dopo riscaldamento dell'acido ortofosforico, la condensazione delle molecole può essere indotta eliminando l'acqua. Riscaldando a 213 °C, una molecola d'acqua viene estratta da due molecole di acido fosforico; il risultato è l'acido pirofosforico (H4P2O7):
{\displaystyle {\ce {2H3PO4->H2O\ +\ H4P2O7}}}
Riscaldando ancora, mantenendo l'acido in ebollizione e portandolo a 316 °C, avviene la disidratazione massima dell'acido che si può ottenere per via termica ed il prodotto risultante è un solido vetroso chiamato acido metafosforico (HPO3), che esiste in forma trimerica e cioè acido ciclotrimetafosforico (HPO3)3
{\displaystyle {\ce {3H4P2O7 -> 3H2O \ + \ 2(HPO3)3}}}
che solidifica sotto 316 °C formando una massa solida dalla consistenza vetrosa che bolle solamente a 600 °C.
L'acido metafosforico è una versione anidra dell'acido ortofosforico ed è a volte usata come assorbente per acqua o umidità. Tuttavia la disidratazione è molto difficile e spesso è accompagnata da elementi fortemente essiccanti (non solo scaldando). Questo procedimento, inoltre, produce anche dell'anidride fosforica (P2O5 o P4O10), solida ed usata solitamente come essiccante.

## Soluzioni acquose
| % H3PO4 | Molarità | Densità (in g/cm³) | ° Bé  |
| ------- | -------- | ------------------ | ----- |
| 5       | 0,523    | 1,025              | 3,52  |
| 10      | 1,074    | 1,053              | 7,26  |
| 15      | 1,657    | 1,082              | 10,94 |
| 20      | 2,272    | 1,113              | 14,65 |
| 25      | 2,924    | 1,146              | 18,39 |
| 30      | 3,614    | 1,181              | 22,12 |
| 35      | 4,333    | 1,216              | 26,64 |
| 40      | 5,118    | 1,254              | 29,23 |
| 45      | 5,938    | 1,293              | 32,7  |
| 50      | 6,811    | 1,335              | 32,22 |
| 55      | 7,740    | 1,379              | 39,66 |
| 60      | 8,731    | 1,426              | 43,11 |
| 65      | 9,784    | 1,476              | 46,53 |
| 70      | 10,90    | 1,526              | 49,75 |
| 75      | 12,08    | 1,579              | 52,92 |
| 80      | 13,33    | 1,633              | 55,94 |
| 85      | 14,65    | 1,689              | 58,87 |
| 90      | 16,03    | 1,746              | 61,66 |
| 95      | 17,51    | 1,782              | 63,33 |
| 100     | 19,08    | 1,880              | 67,55 |

All'interno di una soluzione acquosa di acido ortofosforico sono presenti tutte e quattro le specie di dissociazione, quindi la molarità sarà data da:
{\displaystyle \left[\mathrm {A} \right]=\left[\mathrm {H_{3}PO_{4}} \right]+\left[\mathrm {H_{2}PO_{4}^{-}} \right]+\left[\mathrm {HPO_{4}^{2-}} \right]+\left[\mathrm {PO_{4}^{3-}} \right]}
(dove [A] è il numero totale di moli di H3PO4 puro che sono state usate per preparare un litro di soluzione).
Usando le equazioni di equilibrio associate alle tre reazioni di dissociazione descritte sopra, insieme all'equazione [H+][OH−] = 10−14 ed insieme all'equazione di bilancio delle cariche, è possibile calcolare la concentrazione di una soluzione acquosa di acido ortofosforico, trascurando le possibili molecole polifosforiche che si potrebbero creare (insieme ad altri tipi di ioni).
Facendo un sistema, è possibile ridurre le equazioni a 5, risolvendole secondo [H+]. Si può trarre vantaggio dalla tabella sottostante, usando i dati inseriti.
| [A] (mol/L) | pH   | [H3PO4]/[A] (%) | [H2PO−4]/[A] (%) | [HPO2−4]/[A] (%) | [PO3−4]/[A] (%) |
| ----------- | ---- | --------------- | ---------------- | ---------------- | --------------- |
| 1           | 1,08 | 91,7            | 8,29             | 6,20×10−6        | 1,60×10−17      |
| 10−1        | 1,62 | 76,1            | 23,9             | 6,20×10−5        | 5,55×10−16      |
| 10−2        | 2,25 | 43,1            | 56,9             | 6,20×10−4        | 2,33×10−14      |
| 10−3        | 3,05 | 10,6            | 89,3             | 6,20×10−3        | 1,48×10−12      |
| 10−4        | 4,01 | 1,30            | 98,6             | 6,19×10−2        | 1,34×10−10      |
| 10−5        | 5,00 | 0,133           | 99,3             | 0,612            | 1,30×10−8       |
| 10−6        | 5,97 | 1,34×10−2       | 94,5             | 5,50             | 1,11×10−6       |
| 10−7        | 6,74 | 1,80×10−3       | 74,5             | 25,5             | 3,02×10−5       |
| 10−10       | 7,00 | 8,24×10−4       | 61,7             | 38,3             | 8,18×10−5       |

Per alte concentrazioni di acido, la soluzione sarà principalmente composta da H3PO4. Per [A] = 10−2, il pH è molto vicino al pKa1, avendo una miscela equimolare di H3PO4 e H2PO−4. Per valori di [A] inferiori a 10−3, la soluzione sarà principalmente composta da H2PO−4 con concentrazioni di HPO2−4 non più trascurabili, per soluzioni molto diluite. [PO3−4] è sempre trascurabile.
Le soluzioni acquosa pure al 75-85% (le più comuni) sono limpide, incolori, inodori, non volatili e leggermente viscose. Dato che è una soluzione molto concentrata, essa è corrosiva, benché non tossica se diluita. Inoltre, a causa dell'alta percentuale di acido fosforico, spesso alcune molecole sono condensate in acidi polifosforici in quantità dipendente dalla temperatura, ma, per semplicità, l'85% rappresenta solo H3PO4.
Sono comunque possibili altre concentrazioni, anche fino al 100%. Quando soluzioni di acido fosforico o fosfato sono diluite, esse raggiungeranno l'equilibrio dopo un po', in pratica quando tutte le unità fosfate o fosforiche saranno nella forma orto.

## Produzione
Ci sono tre metodi di preparazione dell'acido ortofosforico.

### Processo termico
L'acido fosforico ottenuto con questo processo, è molto puro. Si ottiene bruciando il fosforo elementare per produrre il pentossido di fosforo e dissolvendolo in acido fosforico diluito.
Il fosforo, prima di essere bruciato, deve essere purificato, in una fornace, da eventuali materiali estranei derivanti dalla sua estrazione mineraria.
Sono necessari, per usi alimentari dell'acido, ulteriori processi per rimuovere eventuali composti dell'arsenico.

### Processo umido
Il processo umido produce acido fosforico aggiungendo un acido forte (ad esempio acido solforico, acido nitrico o acido cloridrico) su rocce e minerali fosfatici, principalmente l'apatite Ca5(PO4)3[F, OH, Cl]
Una reazione, semplificata, è la seguente:
{\displaystyle {\ce {3H2SO4\ +\ Ca3(PO4)2\ +\ 6H2O<=>2H3PO4\ +\ 3CaSO4\cdot 2H2O}}}
Questo acido, può essere purificato rimuovendo il fluoro, in modo da poter essere utilizzato per usi animali o per usi alimentari sempre dopo aver rimosso gli eventuali composti dell'arsenico.

### Metodo Kiln
La tecnologia KPA (Kiln Phosphoric Acid), è una delle più recenti. È chiamata "Improved Hard Process". Questa tecnologia incrementerà il recupero del P2O5 dalle riserve di fosfato. Ciò potrebbe aumentare significativamente la disponibilità di questo composto.

### Altri metodi
Per reazione diretta tra fosforo bianco e ossigeno a dare anidride fosforica P2O5, la quale viene successivamente idratata ad acido metafosforico, acido pirofosforico e acido ortofosforico, in ordine di idratazione crescente.

## Usi
La maggior parte dell'acido fosforico prodotto è destinato alla produzione di fertilizzanti fosfatici; è inoltre una materia prima per la produzione di detergenti.

### Fertilizzante
Il titolo (P2O5) dell'acido fosforico puro è 72,45%; tuttavia commercialmente si trovano prodotti in soluzione acquosa, con un titolo in genere compreso tra 52 e 60.

### Alimentari
Trova impiego come additivo nell'industria alimentare, in special modo nelle bevande gassate (soprattutto la cola) come correttore di acidità, ma non senza controversie riguardanti i suoi effetti sulla salute. L'additivo, infatti, essendo un composto chimico prodotto in massa, è disponibile a prezzi molto bassi ed in grandi quantità. Ecco perché spesso è sostituito all'acido citrico prodotto dal limone e lime.
Il suo codice identificativo secondo le norme dell'Unione europea è E 338.

### Medici
L'acido fosforico è usato nell'odontoiatria come soluzione per pulire ed irruvidire la superficie dei denti, nelle zone in cui applicare otturazioni o apparecchi odontoiatrici. È anche usato in molti dentifrici o trattamenti di schiarimento dei denti.
È anche un ingrediente di farmaci anti-nausea.

### Produzione idracidi
Viene usato anche per produrre idracidi, infatti l'acido fosforico reagisce con i sali di sodio per formare i corrispondenti idracidi.
{\displaystyle {\ce {NaCl(s)\ +\ H3PO4(l)->NaH2PO(s)\ +\ HCl(g)}}}
{\displaystyle {\ce {NaBr(s)\ +\ H3PO4(l)->NaH2PO4(s)\ +\ HBr(g)}}}
{\displaystyle {\ce {NaI(s)\ +\ H3PO4(l)->NaH2PO4(s)\ +\ HI(g)}}}

### Anti-ruggine
L'acido fosforico tal quale, può essere usato per rimuovere la ruggine (lasciando il metallo a vergine).
Prodotti contenenti acido fosforico possono essere usati come "convertitore di ruggine", mediante un'applicazione diretta su ruggine, oggetti di metallo o superfici. L'acido fosforico converte l'ossido di ferro (III) (ruggine) in fosfato di ferro (III), FePO4, di colore nero.
Il "convertitore di ruggine" è spesso un liquido verdastro adatto all'immersione dei materiali da trattare, ma è più frequentemente formulato come gel. Dopo il trattamento il fosfato ferrico (nero) può essere grattato via, lasciando una superficie limpida. Potrebbero essere necessarie applicazioni multiple di acido fosforico per rimuovere tutta la ruggine. Il nero di fosfato ferrico può essere lasciato, dove può dare una maggiore durata dell'effetto anti-ruggine.

### Commercializzazione
Viene commercializzato in forma di soluzione acquosa concentrata fino all'80%, perché è difficile ottenerlo puro. Si solubilizza abbastanza bene anche nell'etanolo.

## Saggi di riconoscimento
A livello analitico, la ricerca dell'acido fosforico e dei fosfati in ambiente acquoso si basa sulla loro reazione con il reattivo molibdico in ambiente riducente, che dà origine al complesso blu di molibdeno dall'intenso e tipico colore blu, e sulla capacità di formare con l'ammoniaca e con ioni magnesio un fosfato misto MgNH4PO4 bianco insolubile, che precipita.
Possiamo anche ricercare i fosfati in ambiente acido: si aggiunge acido nitrico alla soluzione contenente fosfati e si agita con una bacchetta a bagnomaria a circa ottanta gradi. Ad ottanta gradi infatti l'acido nitrico libera in soluzione ioni ammonio indispensabili alla reazione coll'eptamolibdato di ammonio idrato, che reagisce con il fosfato in soluzione, andando a formare del fosfomolibdato di ammonio, un precipitato di colore giallo che precipita secondo la reazione:
{\displaystyle {\ce {H2PO4^{-}\ +\ 22H+\ +\ 12MoO_{4}^{2}\ +\ 3NH4^{+}->(NH4)3PO4\cdot 12MoO3\downarrow \ +\ 12H2O}}}

## Rappresentazioni 3D

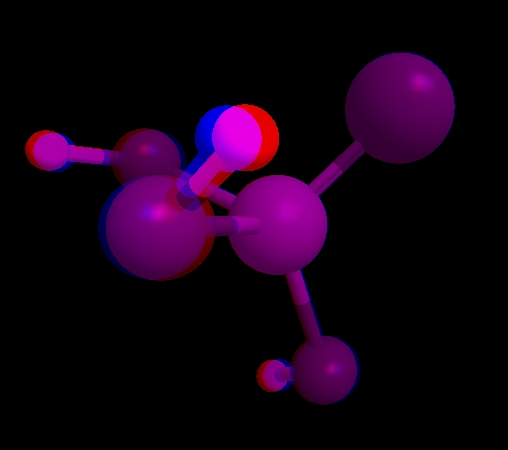
Anaglifo 3D dell'acido fosforico. Per la corretta visione utilizzare gli appositi occhialini